# Gustav Fischer
Gustav Fischer (ur. 8 listopada 1915 w Meisterschwanden, zm. w listopadzie 1990 w Bernie) – szwajcarski jeździec sportowy. Wielokrotny medalista olimpijski.
Największe sukcesy odnosił w dresażu. Brał udział w pięciu igrzyskach (IO 52, IO 56, IO 60, IO 64, IO 68), na czterech zdobywał medale (łącznie pięć). W 1960 został wicemistrzem olimpijskim w konkursie indywidualnym, po pozostałe medale – dwa srebrne i dwa brązowe – sięgnął w drużynie. Na igrzyskach startował na koniach Soliman, Vasello i Wald. W drużynie był medalistą mistrzostw świata (srebro w 1966) i Europy (srebro w 1965).